# Союз Т-3
Союз Т-3 — радянський космічний корабель (КК) серії «Союз Т», типу Союз Т (7К-СТ). Серійний номер 8Л. Реєстраційні номери: NSSDC ID: 1980-094A; NORAD ID: 12077. П’ятнадцятий політ до орбітальної станції Салют-6; тринадцяте успішне стикування. Старт і посадка з п’ятим основним екіпажем (ЕО-5): Кизим/Макаров/Стрекалов.
Попередній екіпаж з трьох осіб за радянською пілотованою програмою здійснив політ з 6 по 29 червня 1971 року (Союз-11)
Випробувальний політ корабля серії «Союз Т» з трьома космонавтами. Ремонтні роботи для продовження польоту станції. На станції космонавти: здійснювали наукові експерименти на установках «Сплав» і «Кристал», також спостерігали за біологічними об'єктами в установках «Світлоблок» і «Оазис»; встановили нові прилади в системі терморегулювання і замінили електронну систему управління телеметрії; замінили прилади системи управління станції і блок електроживлення компресора системи перекачування палива.
Проводили наукові експерименти з: голографічного фотографування, спостереження Землі, медицини, матеріалознавства та біології, з використанням так званих «парникових», які викликали найбільше зацікавлення засобів масової інформації.

## Параметри польоту
- Маса корабля — 6850 кг
- Нахил орбіти — 51,62°
- Орбітальний період — 88,7 хвилини
- Перигей — 255 км
- Апогей — 260 км

## Екіпаж
- Основний

Командир ЕО-5 Кизим Леонід Денисович
Бортінженер ЕО-5 Макаров Олег Григорович
Космонавт-дослідник ЕО-5 Стрекалов Геннадій Михайлович
- Дублерний

Командир ЕО-5 Лазарєв Василь Григорович
Бортінженер ЕО-5 Савіних Віктор Петрович
Космонавт-дослідник ЕО-5 Поляков Валерій Володимирович
- Резервний

Командир ЕО-5 Ісаулов Юрій Федорович
Бортінженер ЕО-5 Рукавишніков Микола Миколайович
Космонавт-дослідник ЕО-5 Потапов Михайло Георгійович

## Хронологія польоту
Скорочення в таблиці: ПСП — передній стикувальний порт; ЗСП — задній стикувальний порт 
Позначення на схемах: S6 — орбітальна станція «Салют-6»; T — корабель типу «Союз Т»; P — корабель типу «Прогрес»
| Дата         | Час (UTC) | Подія | Схема                 |
| ------------ | --------- | --- | --------------------- |
| 1980 рік     |           | |                       |
| 27 листопада | 14:18:28  | З космодрому Байконур ракетою-носієм Союз-У (11А511У) запущено КК Союз-Т3 з ЕО-5 (Кизим/Макаров/Стрекалов)                  | Салют-6+Прогрес-11    |
| 28 листопада | 15:54     | Стикування КК Союз-Т3 до ПСП комплексу Салют-6 — Прогрес-11 Екіпаж станції після стикування: Кизим/Макаров/Стрекалов (ЕО-5) | Союз-Т3+Сал-6+Прог-11 |
| 9 грудня     | 10:23     | Відстикування КК Прогрес-11 від ЗСП комплексу Салют-6 — Союз-Т3                                                             | Союз-Т3+Салют-6       |
| 10 грудня    | 06:10     | Відстикування КК Союз-Т3 з ЕО-5 від ПСП станції Салют-6 Станція знелюдніла                                                  | Салют-6               |
| 10 грудня    | 08:40?    | Гальмівний імпульс КК Союз-Т3                                                                                               | Салют-6               |
| 10 грудня    | 09:26:10  | Посадка КК Союз-Т3 | Салют-6               |